# Astra A-80
A Astra A-80 é uma pistola semiautomática de ação dupla, produzida na Espanha pela Astra-Unceta y Cia SA. O projeto é semelhante ao da SIG Sauer P220 e possui uma alavanca de desarmamento. A A-80 forneceu a primeira .45 ACP no estilo SIG, com um carregador bifilar de nove cartuchos. Trinta anos depois, a SIG lançou sua própria versão, a P227, em 2013.